# Hoplitis taenioceras
Hoplitis taenioceras is een vliesvleugelig insect uit de familie Megachilidae. De wetenschappelijke naam van de soort is voor het eerst geldig gepubliceerd in 1927 door Benoist.